# Erhebungszeitraum
Der Erhebungszeitraum ist ein Begriff aus dem Gewerbesteuerrecht. Bei der Gewerbesteuer entspricht nach § 7 Abs. 1 Satz 1 GewStG der Veranlagungszeitraum dem Erhebungszeitraum. Erhebungszeitraum ist das Kalenderjahr oder die kürzere Dauer der Steuerpflicht im Kalenderjahr (§ 14 GewStG)